# Landgut Bocken

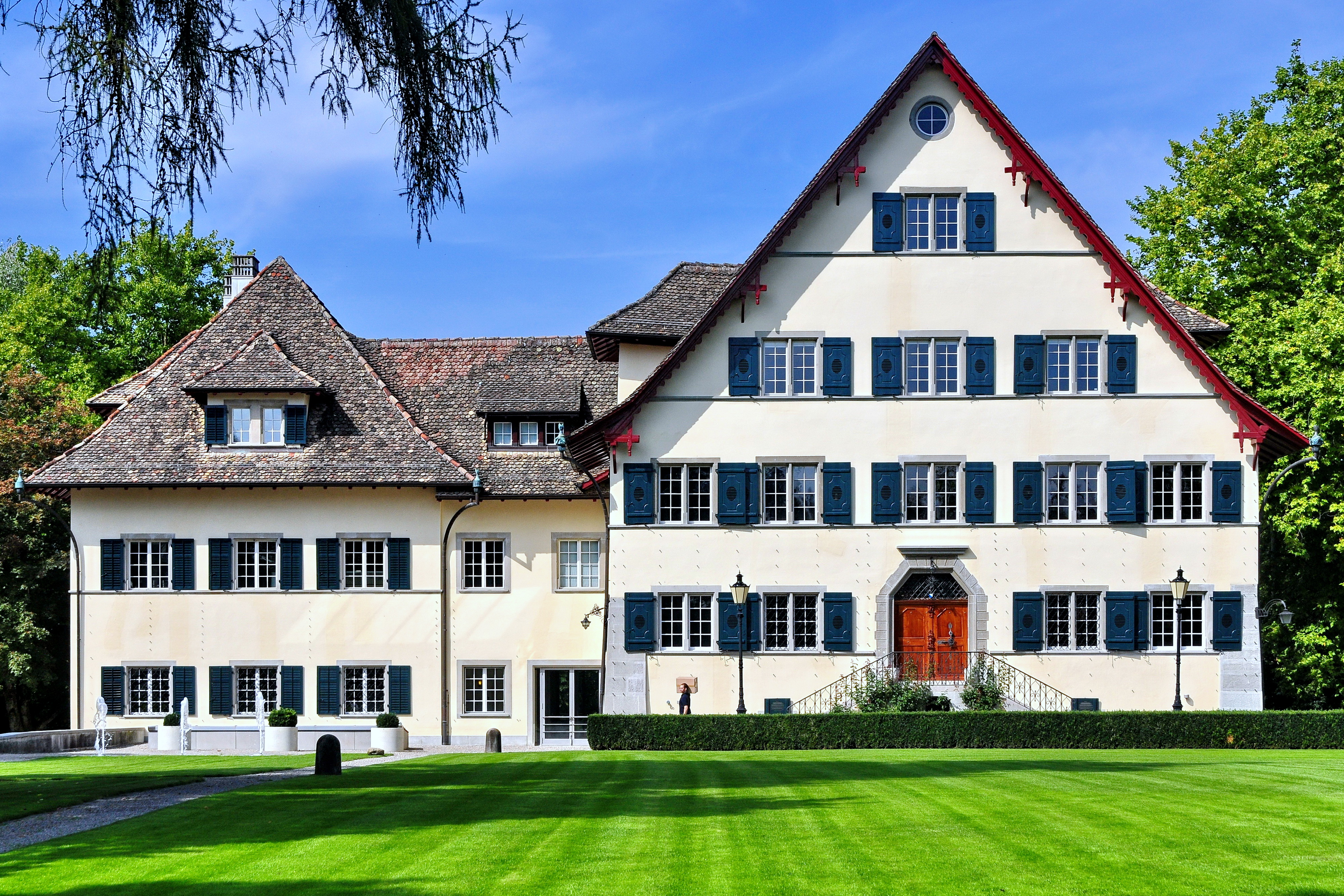
Hauptgebäude

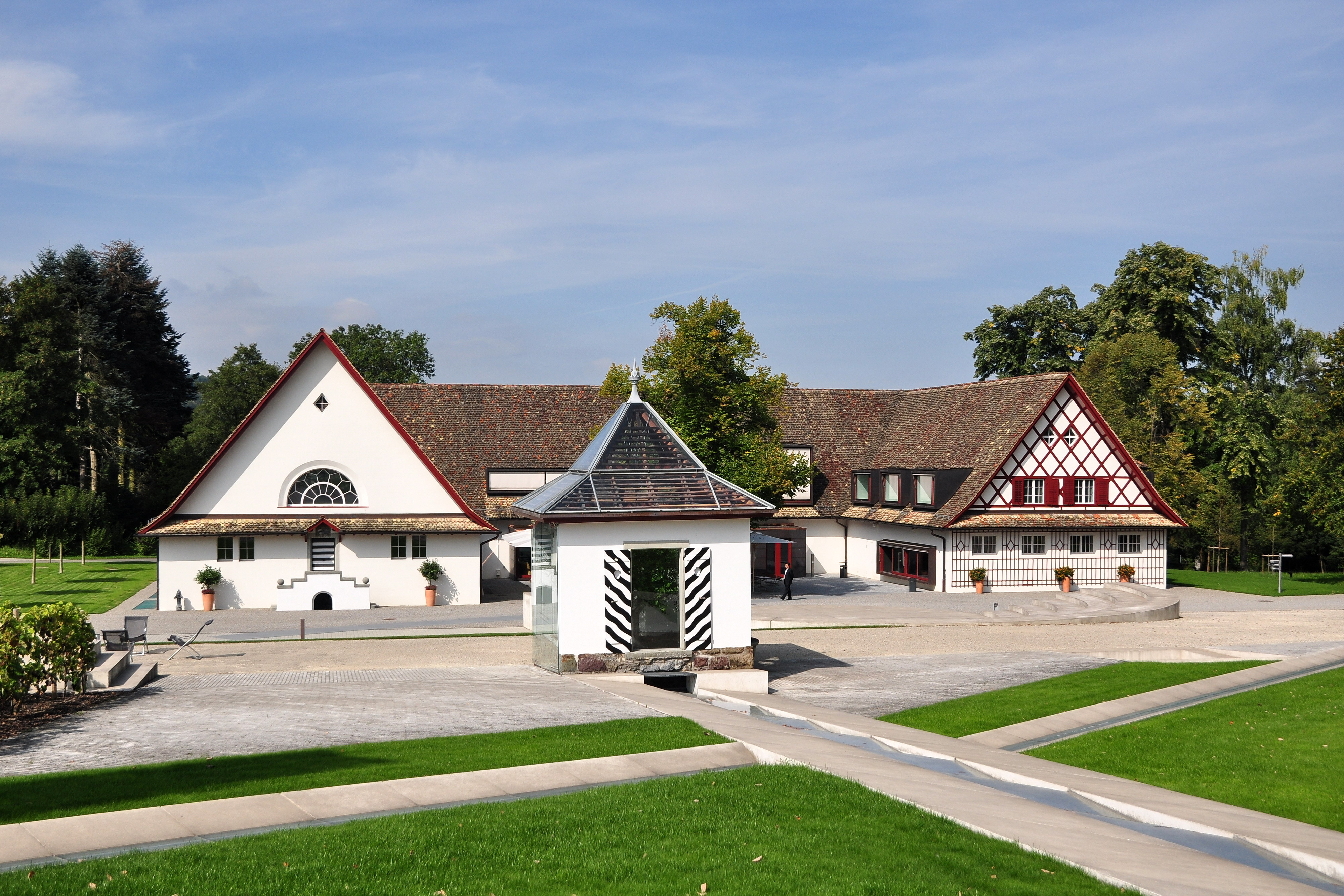
Ehemalige Reithalle (hinten)

Das Landgut Bocken ist ein unter Denkmalschutz stehender barocker Gutshof mit Herrenhaus im Arn südöstlich vom Dorf Horgen im Schweizer Kanton Zürich.

## Geschichte und Kunst
Der Bauernhof Alte Bocken, ein Beispiel des Zürcher Fachwerkstils, geht auf das Jahr 1644 zurück. Das Hauptgebäude des Gutshofes wurde 1681 bis 1688 für den Zürcher Statthalter, Seidenfabrikanten und späteren Bürgermeister Andreas Meyer-Werdmüller (1635–1711) errichtet. Die Innenräume sind mit barocken Stuckaturen von Samuel Höscheller sowie mit mehreren Turmöfen aus dem 18. Jahrhundert ausgestattet. Im Bockenkrieg von 1804 war das Gelände einer der Hauptschauplätze. Der Gutshof, der bereits seit 1771 eine Kur- und Badeanstalt war, wurde 1805 um ein Gasthaus im klassizistischen Stil ergänzt, dem 1913 ein Nebenflügel angefügt wurde.

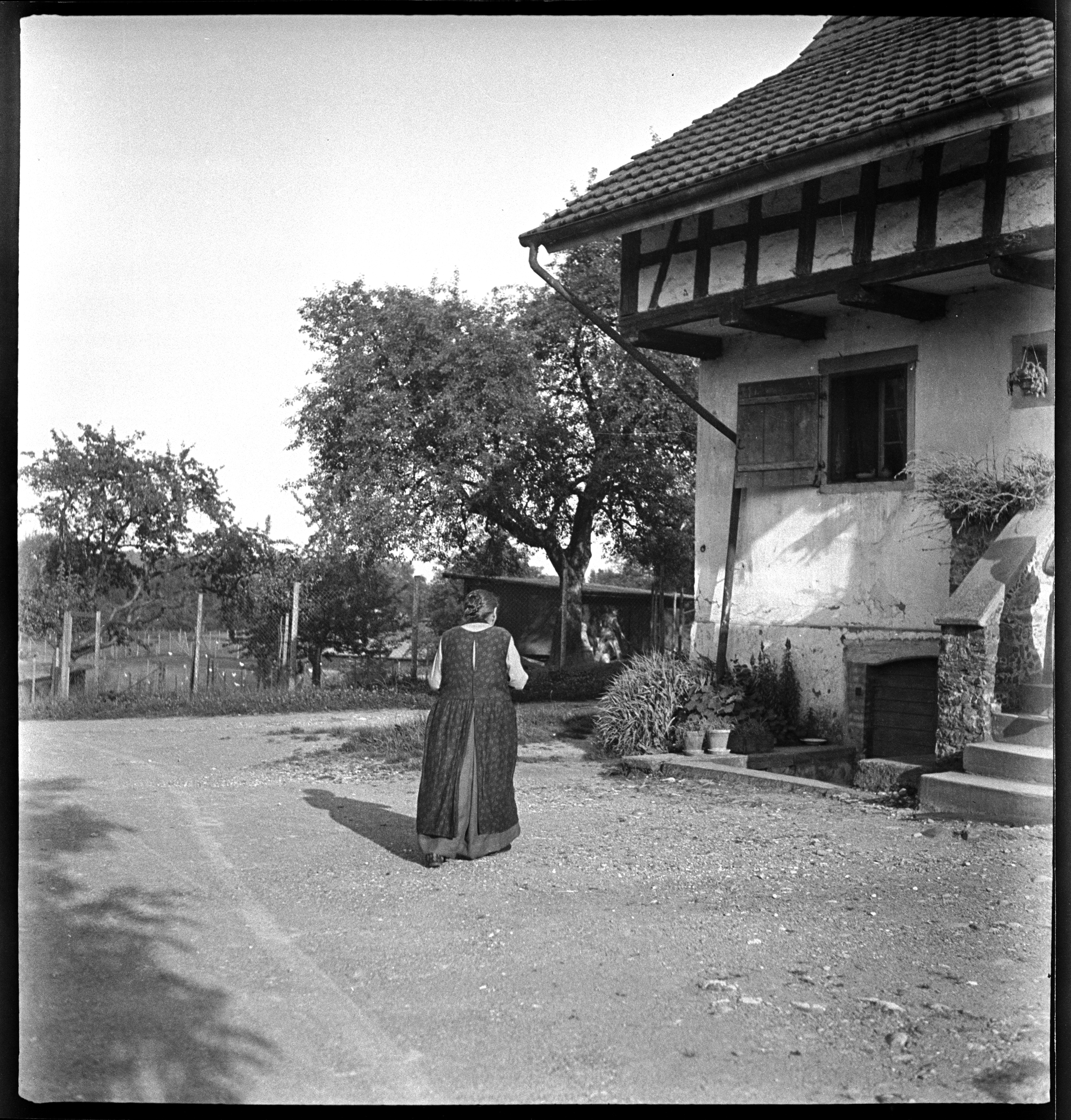
Gutshof, aufgenommen von Annemarie Schwarzenbach 1933

Seit 1912 war das Landgut Bocken der Sitz der Familie des Seidenfabrikanten Alfred Schwarzenbach, dessen Gattin Renée Schwarzenbach-Wille das Gut zu einem Treffpunkt der vornehmen Gesellschaft machte. Hier wuchs deren Tochter, die Schriftstellerin und Journalistin Annemarie Schwarzenbach auf.
Seit 1994 dient das Landgut der Bank Credit Suisse als Tagungszentrum. Zu diesem Zweck wurden 1992 bis 1994 diverse Neubauten errichtet sowie die Parkanlage neu gestaltet und mit Skulpturen von Dani Karavan, Beverly Pepper und Ulrich Rückriem ausgestattet. Die geplante Neuverpachtung des bestehenden Bauernbetriebs sorgte 2009 und 2010 für regionale Schlagzeilen und hitzige Debatten.